# Cabana de volta de Cal Millet
Cabana de volta de Cal Millet és una cabana de vinya de Torà (Solsonès) inclosa a l'Inventari del Patrimoni Arquitectònic de Catalunya.

## Descripció

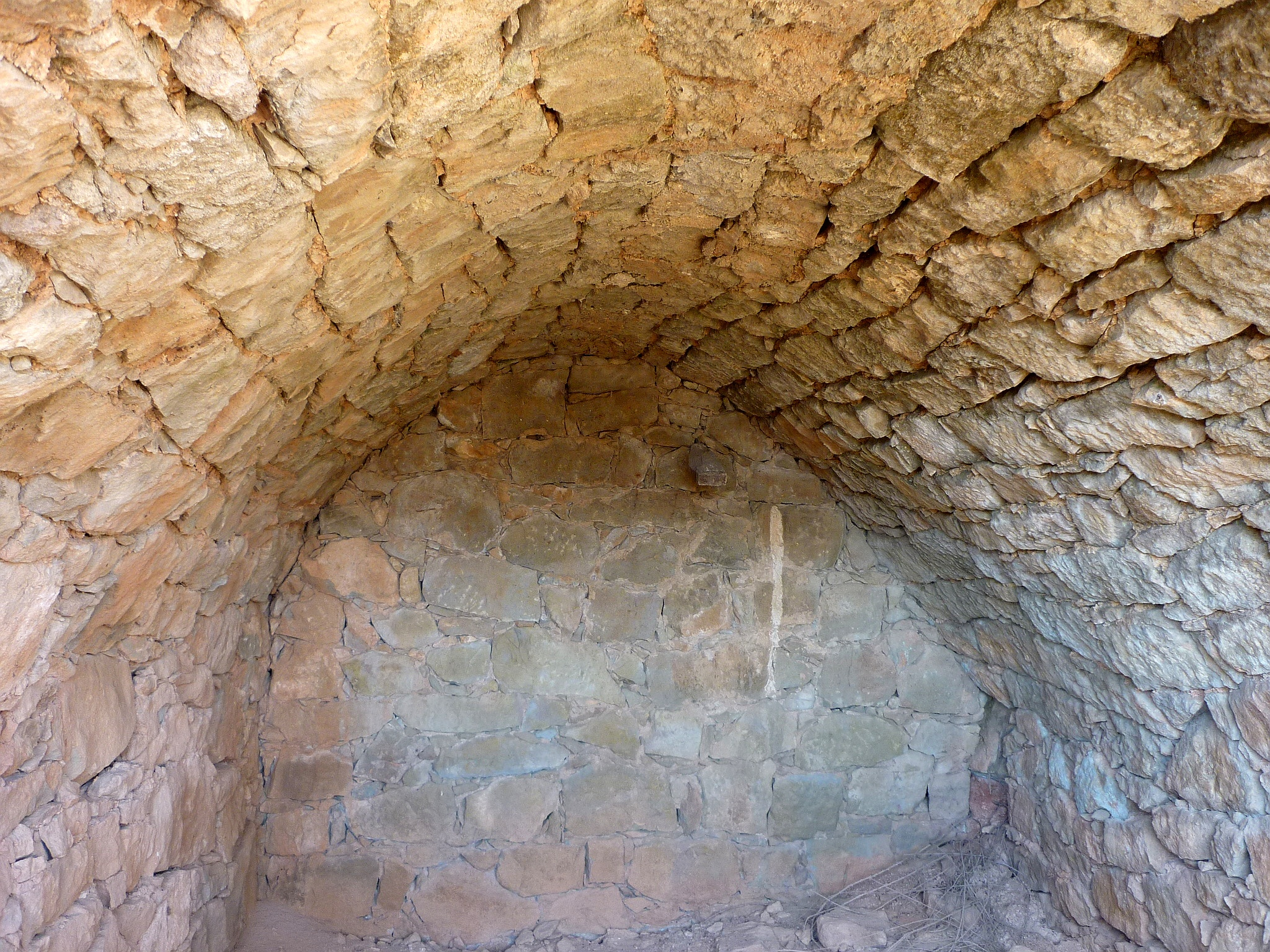
Interior de la cabana

Al sud de Puig-redon, a l'esquerra del camí que ens hi porta, hi ha aquest cobert de volta. És de planta rectangular, amb coberta de volta lleugerament apuntada. L'entrada s'orienta a l'est. La part superior de la coberta, es troba plena de vegetació.
A la part posterior, hi ha una estructura quadrada que és un cup de vi. En una pedra del mur sud, hi ha la data inscrita de 1873.